# Semana Náutica Costa del Sol
La Semana Náutica Costa del Sol es una competición de vela que organiza anualmente el Club Náutico Marítimo de Benalmádena desde 2003.
Se trata de una competición puntuable para el Campeonato de Andalucía de cruceros. La competición consta de varias regatas para cruceros de ocho a 14 metros de eslora. 